# Новобратське (Коростенський район)
Новобра́тське — село в Україні, у Чоповицькій селищній громаді Коростенського району Житомирської області. Населення становить 490 осіб.

## Географія
На північно-східній околиці села бере початок річка Зимівка, права притока Глиника.

## Історія
Відоме з 1939 року як хутір Барвінківської с/р.